# Sindo Garay
Pour les articles homonymes, voir Garay.
Antonio Gumersindo Garay y García ou Sindo Garay (12 avril 1867 à Santiago de Cuba - 17 juillet 1968 à La Havane) est un compositeur, chanteur et guitariste cubain.  Il a enregistré d’innombrables albums et a créé plus de 600 œuvres qui dépeignent l’idiosyncrasie cubaine ; parmi ses chansons se détache son admiration pour sa patrie, ses paysages, ses femmes et son amour,.

## Biographie

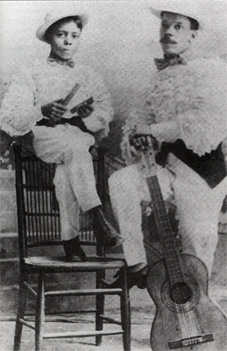

Sindo Garay est né à Santiago de Cuba le 12 avril 1867. Dans sa famille de descendance espagnole et arawak très pauvre, mais qui ne manquait jamais du charme de la musique.
Le plus grand représentant cubain de la Trova auquel il s'initie auprès du maestro José "Pépé" Sanchez. Avec Alberto Villalon, Rosendo Ruiz et Manuel Corona, il a fait partie des grands du style musical.
Plusieurs de ses créations ont une coupe politique. Pendant son enfance, il a agi comme agent de liaison pour le colonel Mambí José Maceo,. C'est également à cette époque qu'il rencontre José Martí  il inclura donc dans son répertoire le poème Semblanza de Martí, basé sur la rencontre qu'il a eue avec lui.
Dans le cadre d'un cirque, il arrive en Haïti et en République dominicaine en 1894. Au cours de son séjour en République dominicaine, où il a également travaillé comme sellier, il a organisé un groupe musical, dont il a nommé le musicien Manuel Cadete comme directeur et Manuel Duarte comme trompettiste, tous deux dominicains. Avec ce groupe, il développe une intense activité artistique qu'il partage pour moitié avec son métier de sellerie.
À Santiago de los Caballeros, il rencontre Petronila Reyes Zamora, qui sera la mère de ses cinq enfants : Eladio Guarionex (1901), María Guarina (1902), Julio Hatuey (1906) et Gumersindo Caonao (1910). Il a longtemps chanté en duo avec son fils aîné Guarionex.
En 1900, il revient vivre à Santiago de Cuba. À cette époque, il partageait sa vie de trova avec un artiste de cirque. En 1903, lors de son premier voyage dans la capitale cubaine, il a erré en tant que troubadour dans certains quartiers de La Havane et a fréquenté le café Vista Alegre, un lieu où se réunissaient de nombreux poètes et artistes du début du XXe siècle,.
À Ciudad Corazón, il composa un bon nombre de boléros et de chansons, dont beaucoup, des années plus tard, eurent une grande importance dans son catalogue d'auteurs : «A Mayarí»; «Ante ti, de frente, de hinojos»; «Aunque el mundo te vea marchita»; «De espinas, flores»; «Despedida»; «Desprecio»; «Dos seres que se amaron en la vida»; «Puerto Plata»; «Temblaste de impresión» y «Tu rostro».
En 1910, il enregistre pour le label discographique américain RCA Victor, mais des différends avec la direction de cette maison l’amènent à annuler ses contrats. 
Une légende raconte qu'un jour de 1912, Sindo Garay joue dans un parc de Santiago, devant les jeunes filles d’un internat. L’une d’entre elles lui demande de composer une chanson pour elle. Il s’exécute presque dans l’instant. Ce sera « La perla marina », un de plus beau joyaux de la trova cubaine. Ce célèbre chant créole  ne sortira qu’en 1913, lors d’une représentation à succès au Teatro Martí de La Havane,.
En 1918, il s’installe avec sa famille dans la ville de Bayamo, où il compose son célèbre boléro « La bayamesa », qui sort sur certains disques sous le nom de « Mujer bayamesa ». En 1920, il décide de retourner à La Havane.
En 1928, il se rend à Paris, avec Rita Montaner et d’autres musiciens cubains, où il reste trois mois dans le cadre des programmes de La Havane.
Sindo Garay finit paisiblement ses jours entouré du respect général, dans une belle maison offerte par le gouvernement de Fidel Castro. Il meurt le 17 juillet 1968, à l’âge de 101 ans. Une vie aussi longue que celle de cet homme, malgré le rhum et le tabac, laisse de bons souvenirs. Pendant sa vie, il a rencontré de nombreuses personnalités. Enfant, Guillermón Moncada le faisait asseoir sur ses genoux pour l'entendre chanter avec sa sœur, qui était aussi une très jeune fille. Et tout au long de sa vie, il a rencontré, entre autres, le grand violoniste Brindis de Salas, le ténor Caruso, Julio Antonio Mella, et il est probablement le seul à avoir eu l'occasion de serrer la main de José Martí et plus tard celles de Fidel Castro.

## Héritage musical
Garay était un compositeur remarquable de chansons de trova, et ses meilleures ont été chantées et enregistrées à plusieurs reprises. Perla marina , Adios a La Habana, Mujer bayamesa, El huracan y la palma, Guarina et bien d'autres font désormais partie du patrimoine culturel de Cuba. 